# Bad (음반)
《Bad》는 미국의 가수 마이클 잭슨의 7번째 스튜디오 음반이자 성인 시절을 기준으로 3번째 음반이다. 《Thriller》이후 5년 만에 에픽 레코드에서 1987년 8월 31일 발매했다. 이 음반은 빌보드 200에 1위로 올랐다. 이 음반은 최신 인증 부재,미흡,국가별 반영 등의 이유로 현재까지 3200만 장 이상을 팔아치운 것으로 추정되고 있다. 롤링 스톤에서 선정한 '역사상 최고의 음반 500선'에 202위로 뽑혔다. 2009년 MTV가 선정한 가장 위대한 음반 43위에 선정되기도 하였다. 음반에 수록된 노래 중 5개가 빌보드 핫 100 1위를 찍었는데 이는 한 음반에서 가장 많은 빌보드 1위곡이 나온 것이다. 그래미 어워드에서 최우수 단편 뮤직비디오를 수상했으며, 이 음반으로 최우수 엔지니어 녹음상을 엔지니어들이 수상한다.
《Bad》는 잭슨을 80년대 가장 성공한 아티스트로 굳히는데 성공시켜 준다. 솔로 경력을 강화했고 《Thriller》와 다르게 대부분의 노래에서 작사와 작곡 프로듀서를 총괄했다. 퀸시 존스와의 마지막 협력 음반이기도 하다.
평론가들은 《Thriller》만큼은 아니지만 좋은 음반이라는데 의견을 모았다.

## 수록곡
- 모든 노래를 퀸시 존스와 마이클 잭슨이 프로듀서 했다.

| #             | 제목                                                        | 작사·작곡                   | 재생 시간 |
| ------------- | ----------------------------------------------------------- | --------------------------- | --------- |
| 1.            | 〈Bad〉                                                     | 마이클 잭슨                 | 4:07      |
| 2.            | 〈The Way You Make Me Feel〉                                | 잭슨                        | 4:59      |
| 3.            | 〈Speed Demon〉                                             | 잭슨                        | 4:01      |
| 4.            | 〈Liberian Girl (3:53)〉 (featuring 빈센트 프라이스)        | 잭슨                        | 3:53      |
| 5.            | 〈Just Good friend〉                                        | Graham Lyle Terry Britten   | 4:08      |
| 6.            | 〈Another Part Of Me〉                                      | 잭슨                        | 3:54      |
| 7.            | 〈Man In The Mirror〉                                       | Glen Ballard Siedah Garrett | 5:19      |
| 8.            | 〈I Just Can't Stop Loving You〉 (featuring Siedah Garrett) | 잭슨                        | 4:13      |
| 9.            | 〈Dirty Diana〉                                             | 잭슨                        | 4:41      |
| 10.           | 〈Smooth Criminal〉                                         | 잭슨                        | 4:19      |
| 11.           | 〈Leave Me Alone〉                                          | 잭슨                        | 4:40      |
| 총 재생 시간: | 총 재생 시간:                                               | 총 재생 시간:               | 48:16     |

## 인증
| 국가                                                                                         | 인증          | 판매량/출하량 |
| -------------------------------------------------------------------------------------------- | ------------- | ------------- |
| 오스트레일리아 (ARIA)                                                                        | 6× 플래티넘   | 420,000^      |
| 오스트리아 (IFPI 오스트리아)                                                                 | 4× 플래티넘   | 200,000*      |
| 브라질                                                                                       | —             | 1,000,000     |
| 캐나다 (뮤직 캐나다)                                                                         | 7× 플래티넘   | 700,000^      |
| 덴마크 (IFPI Danmark)                                                                        | 4× 플래티넘   | 80,000        |
| 핀란드 (Musiikkituottajat)                                                                   | 골드          | 51,287        |
| 프랑스 (SNEP)                                                                                | 다이아몬드    | 1,483,900     |
| 독일 (BVMI)                                                                                  | 4× 플래티넘   | 2,000,000^    |
| 홍콩 (IFPI 홍콩)                                                                             | 플래티넘      | 20,000*       |
| 인도                                                                                         | —             | 200,000       |
| 이스라엘                                                                                     | 골드          | 20,000        |
| 이탈리아                                                                                     | —             | 1,000,000     |
| 일본 (RIAJ)                                                                                  | 골드          | 100,000^      |
| 라트비아 (LaMPA)                                                                             | 14× 플래티넘  |               |
| 멕시코 (AMPROFON)                                                                            | 플래티넘+골드 | 350,000^      |
| 네덜란드 (NVPI)                                                                              | 플래티넘      | 500,000       |
| 뉴질랜드 (RMNZ)                                                                              | 9× 플래티넘   | 135,000^      |
| 노르웨이 (IFPI 노르웨이)                                                                     | 플래티넘      | 100,000       |
| 포르투갈 (AFP)                                                                               | 골드          | 20,000^       |
| 싱가포르 1987 sales                                                                          | —             | 30,000        |
| 싱가포르 (RIAS)                                                                              | 골드          | 5,000*        |
| 스페인 (PROMUSICAE)                                                                          | 3× 플래티넘   | 300,000^      |
| 스웨덴 (GLF)                                                                                 | 2× 플래티넘   | 200,000^      |
| 스위스 (IFPI 스위스)                                                                         | 2× 플래티넘   | 100,000^      |
| 영국 (BPI)                                                                                   | 13× 플래티넘  | 4,140,000     |
| 미국 (RIAA)                                                                                  | 11× 플래티넘  | 11,000,000    |
| 요약                                                                                         |               |               |
| 유럽 (IFPI) For sales in 2009                                                                | 플래티넘      | 1,000,000*    |
| 전 세계                                                                                      | —             | 35,000,000    |
| *판매량을 기반으로 한 인증 · ^출하량을 기반으로 한 인증 · 판매량+스트리밍을 기반으로 한 인증 |               |               |

## 같이 보기
- 가장 많이 팔린 음반 목록
- 독일에서 가장 많이 팔린 음반 목록
- 영국에서 가장 많이 팔린 음반 목록
- 미국에서 가장 많이 팔린 음반 목록
- Even Worse